# 称専寺 (江戸川区)
称専寺（しょうせんじ）は、東京都江戸川区にある浄土宗の寺院。

## 歴史
1562年（永禄5年）、誠蓮社法誉上人清教大和尚によって開山された。
境内には、庚申信仰に基づく庚申塔が建てられており、江戸川区の文化財となっている。

## 文化財
- 称専寺所在の地蔵菩薩像庚申塔（万治三年銘） - 江戸川区登録有形民俗文化財・民俗資料、昭和59年2月28日告示[3]
- 称専寺所在の阿弥陀如来像庚申塔（万治三年銘） - 江戸川区登録有形民俗文化財・民俗資料、昭和59年2月28日告示[4]
- 銅造誕生釈迦仏立像 - 江戸川区指定有形文化財・彫刻、平成28年3月7日告示[5]
- 厨子入木造観音菩薩像及び勢至菩薩像 附、銅製天蓋、木造宝塔、木造舎利容器 - 江戸川区指定有形文化財・彫刻、平成28年3月7日告示[6]

## 交通アクセス
- 葛西駅より徒歩16分。